# واختانگ گوملااوری

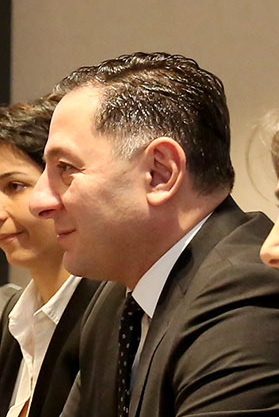
واختانگ گوملااوری، سیاستمدار گرجستانی - ۲۰۱۷

واختانگ گوملااوری (به گرجی: ვახტანგ გომელაური)(زاده ۲۴ دسامبر ۱۹۷۵) یک سیاستمدار گرجی و هم اکنون به عنوان وزیر کشور فعالیت می‌کند. او سابقاً رئیس سرویس امنیت کشور گرجستان بود و برای دومین بار در ۸ سپتامبر ۲۰۱۹ وزارت امور داخلی گرجستان را به عهده گرفت.